# Filmfare Award за лучшие спецэффекты
Filmfare Award за лучшие спецэффекты (англ. Filmfare Award for Best Special Effects) — ежегодная награда Filmfare Award с 2007 года.

## Победители и номинанты

### 2000-е
- 2007 EFX — Крриш 
  - Red Chillies VFX — Дон. Главарь мафии
  - Tata Elxsi — Байкеры 2: Настоящие чувства
  - Prime Focus — Моя любимая
  - Pankaj Khandpur — Цвет шафрана

- 2008 Red Chillies VFX — Ом Шанти Ом

- 2009 Джон Диц — Любовь 2050

### 2010-е
- 2010 Govardhan Vigharan, Винэй Сингх — Негодяи

- 2011 Не вручался

- 2012 Red Chillies VFX — Случайный доступ

- 2013 Не вручался

- 2014 Tata Elxsi — Байкеры 3

- 2015 Не вручался

- 2016 Prana Studios — Бомбейский бархат

- 2017 Red Chillies Entertainment — Фанат

- 2018 Не вручался